# TükeZoo

A TükeZoo pécsi underground popegyüttes. A 2008 nyarán alakult csapatot az EXIT Magazin 2009. februári számában új magyar kultzenekarként emlegetik.

## Története
A TükeZoo 2008 nyarán alakult a pécsi zenei élet egyik fellegvárában, az uránvárosi Olympia klubban, ahol egyáltalán nem ritka, hogy a különböző együttesek tagjai kötetlenül dzsemelgetnek (azaz zenélnek) egymással. 2009-ben felléptek többek között a pécsi PEN fesztiválon, a hajógyári Sziget Fesztiválon, a szlovákiai Hanna-Hanna Fesztiválon.
A zenekarnak a PANKKK (Program a Nemzeti Kortárs Könnyűzenei Kultúráért) 2009-es első lemez pályázatának egyik nyerteseként lehetősége nyílt stúdióalbum készítésére. A lemez rögzítéséről az együttes videóblogot készített a youtube oldalán "Kedves Naplóm" címmel.

## Stílusa
Stílusukat nehéz meghatározni pontosan. Popzenét barkácsolnak minimális hangszerelési megoldásokkal, ugyanakkor egyedi tervezésű és készítésű kontrabasszus gitárral, ütőhangszerekkel, néha egy kis szkreccsel. Dalaik mindenféle stílust (funk, r'n'b, bossa, manouche, pop, ska, hiphop, ethno) súrolnak. Szövegeik a nagyvilág bizarr, ellentmondásos vagy humoros őrületeit dolgozzák fel mulandó kisvárosi képek keresztmetszetében, a jó ízlés határaival kacérkodva;  a plázacicákat, az emósokat, a myspace-eseket, a vidékieket, a pestieket, a turistákat, a szabadtéren visítozó osztálykirándulókat vagy a sznobokat veszik górcső alá. Az ilovepecs internetes oldala a TükeZoo stílusával kapcsolatban esetleges referenciapontnak az Emil Rulezt említi, ugyanakkor hozzáteszi, hogy a kettő mégis sok dologban különbözik egymástól.

## Tagok
- Babarci Bulcsú – kontrabasszus gitár, ének
- Restás Gergő – ütőhangszerek, vokál
- Piszkár Bálint (R-nold) – scratch

## Lásd még
- Pécs kulturális élete
- Könnyűzene Pécsen

## Külső hivatkozások
- A zenekar hivatalos myspace oldala.